# Pentstemonopsis tweedyi
Pentstemonopsis tweedyi là một loài thực vật có hoa trong họ Huyền sâm. Loài này được (Canby & Rose) Rydb. mô tả khoa học đầu tiên năm 1917.